# Painkiller Jane (Fernsehserie)
Painkiller Jane ist eine US-amerikanische Actionserie mit Mystery-Elementen von 2007. Sie basiert auf dem gleichnamigen Comic. Die Produktion der Serie wurde nach einer Staffel eingestellt.

## Handlung
Jane Vasco ist zusammen mit ihrer Partnerin Maureen Bowers Ermittlerin für die DEA. Als sie bei einer Ermittlung auf den Regierungsagenten Andre McBride stößt, wird sie von diesem abgeworben. Sie schließt sich einer mysteriösen, staatlichen Geheimbehörde an, die Menschen mit neurologischen Abweichungen jagt. Diese sogenannten „Neuros“ können mit ihren mentalen Kräften unvorstellbare Dinge anrichten. Das Team, dessen Zentrale in einer stillgelegten U-Bahn-Station untergebracht ist, verpasst diesen Menschen einen Chip, der ihre Fähigkeiten lahmlegt. Anschließend werden die Subjekte zu einem Internierungslager namens NICO gebracht. Bei ihrem ersten Auftrag fällt Jane 46 Stockwerke in die Tiefe – und überlebt. Jane hat die Fähigkeit, alle Verletzungen, die ihr zugefügt werden, zu heilen. Eine Fähigkeit, die ihrem Team ungemeine Vorteile gegenüber den „Neuros“ verschafft.
Im Laufe der Serie findet Jane heraus, dass der Konzern Vonotek an der Erschaffung der Neuros beteiligt war. Der Konzern hat das Ziel „verbesserte“ Menschen zu erschaffen. Sie wird hypnotisiert und soll die Gefangenen des NICO-Lagers in Budapest befreien. Andre und seinem Team gelingt es jedoch, sie aus Vonoteks Einfluss zu befreien. Sie soll nun als Doppelagentin eingesetzt werden. Die letzte Szene der Staffel zeigt einen Fitness-Riegel, der das Neurovirus übertragen soll.

## Charaktere

### Hauptcharaktere

#### Jane Vasco
Jane Vasco (gespielt von Kristanna Loken), ex-DEA-Ermittlerin, hat nicht nur die Fähigkeit alle Verletzungen an sich zu heilen, im Verlauf der Serie steigert sich ihr IQ über das normale Maß hinaus. Vasco ist impulsiv und vertraut ihren Emotionen. Immer wieder widersetzt sie sich Anweisungen und geht ihre eigenen, unkonventionelle Wege.

#### Andre McBride
Andre McBride (gespielt von Rob Stewart) ist der Anführer des Teams und nur einem Vorgesetzten verantwortlich. Er verlangt von seinen Untergebenen das Unmöglichste, steht aber auch bedingungslos für sie ein. Über seine Vergangenheit ist wenig bekannt, sicher ist nur, dass er im Vietnamkrieg war.

#### Connor King
Connor King (gespielt von Noah Danby) ist der Waffen- und Nahkampfexperte des Teams. Er gibt sich unnahbar und sorgt mit seinen, teils zynischen, teils obszönen Kommentaren für Auflockerung. Unter seiner harten Schale steckt jedoch ein weicher Kern. Seine kriminelle Vergangenheit versucht er, so gut es geht, geheim zu halten. Er opfert sich bereitwillig für das Team.

#### Riley Jensen
Riley Jensen (gespielt von Sean O. Roberts) ist der Computerexperte des Teams und rühmt sich damit, sich in jede Datenbank des Planeten einhacken zu können. Riley ist ein typischer Nerd, der die meiste Zeit vor den zahlreichen Bildschirmen im Hauptquartier verbringt. In seiner Freizeit versucht er sich als Amateur-Zauberkünstler.

#### Maureen Bowers
Maureen Bowers (gespielt von Alaina Kalanj), Janes ehemalige Kollegin, schließt sich unmittelbar nach Janes vermeintlichem Tod ebenfalls dem Team an. Im Gegensatz zu ihrer besten Freundin und Partnerin agiert sie meist nach den Vorschriften. Sie ist eine gute Ermittlerin und beherrscht ebenfalls einige Nahkampftechniken. Maureen wird bei einem Einsatz erschossen.

#### Seth Carpenter
Seth Carpenter (gespielt von Stephen Lobo) ist der Mediziner des Teams. Er kümmert sich sowohl um die Verletzungen der Teammitglieder, als auch um die Herstellung der Chips. Als Neuro-Experte hat er von allen Teammitgliedern das meiste Wissen über die mysteriösen Kräfte. Ähnlich wie Riley trägt er nerdhafte Züge und redet meist in einem schwer verständlichen Medizinerkauderwelsch.

### Nebencharaktere
Joe Watermanist der Sicherheitsexperte des Teams. Er kümmert sich um die verlassene U-Bahn-Station. Joe Waterman wird von Nathaniel Deveaux gespielt.
Bryanist Journalist und Janes Freund. Sie verheimlicht ihm sowohl ihre Arbeit, als auch ihre eigenen Fähigkeiten. In Wahrheit ist er jedoch hinter dem Konzern Vonotek her. Als die von Vonotek beeinflusste Jane dahinterkommt, wird er überwältigt und in einer Art Dämmerzustand gefangen gehalten. Er wird von John Reardon dargestellt.
Amanda Worthist Janes Nachbarin. Sie wird in einer Folge von einem Neuro getötet, der ihr ihre Lebenskraft entzieht und sie schnell altern lässt. Sie wird von Melanie Papalia gespielt
Jakob Baumgartnerist ein Neuro, der die Gestalt und Stimme anderer Personen annehmen kann und – wie sich erst später herausstellt – ähnliche Selbstheilungskräfte wie Jane besitzt. Er versucht über Jane an den Aufenthaltsort von NICO heranzukommen, scheitert jedoch. Im Nico selbst ist er Anführer einer Gruppe von Ausbrechern, die vom medizinischen Personal misshandelt und gequält wurden. Gespielt wird er von Ralf Bauer.
Simon Conellyist ein Neuro, der die Fähigkeiten hat, einer anderen Person nach Belieben das Gedächtnis zu manipulieren. Ihm also beispielsweise Wissen zu entziehen und es auf sich zu übertragen. Er zwingt das Team ein Gemälde in seinen Besitz zu überführen. Da er unheilbar an Krebs erkrankt ist, chippt ihn Andre nicht. Gegen Ende seines Lebens gibt er Jane eine Reihe seiner gestohlenen Erinnerungen, die ihr helfen sollen, hinter das Geheimnis ihrer Kräfte zu kommen. Simon Conelly wird von Christopher Britton gespielt.

## Hintergrund
Die Serie basiert auf einer Comicvorlage aus dem Event Comics-Verlag und einem gleichnamigen Fernsehfilm. Obwohl die beiden Comicautoren Jimmy Palmiotti und Joe Quesada am Drehbuch beteiligt waren, erzählt die Serie eine neue Geschichte.
Der SciFi-Channel gab zunächst einen Film für ihr Programm in Auftrag. Da der Film, der mit der eigentlichen Serie nur die Grundhandlung gemeinsam hat, zufriedenstellend lief, gab SciFi die Serie in Auftrag. Die beiden Comic-Autoren durften das Drehbuch schreiben, um die Produktion kümmerte sich die kanadische Firma Starz-Channel.
Die meisten Episoden wurden im kanadischen Maple Ridge und im Lower Mainland in British Columbia gedreht. Das vierteilige Finale der Serie wurde in Budapest (Ungarn) abgefilmt. Im August 2007 entschied der SciFi-Channel keine weitere Staffel in Auftrag zu geben, aber die erste Staffel noch zu Ende zu drehen. Die letzte Folge wurde so zum Serienfinale.
Die deutschsprachige Erstausstrahlung startete am 12. Januar 2009 auf dem Pay-TV-Sender SciFi. Erstmals im Free-TV lief die Serie ab dem 5. März 2009 jeweils am Donnerstagabend bei Tele 5.